# Hôtel des Invalides

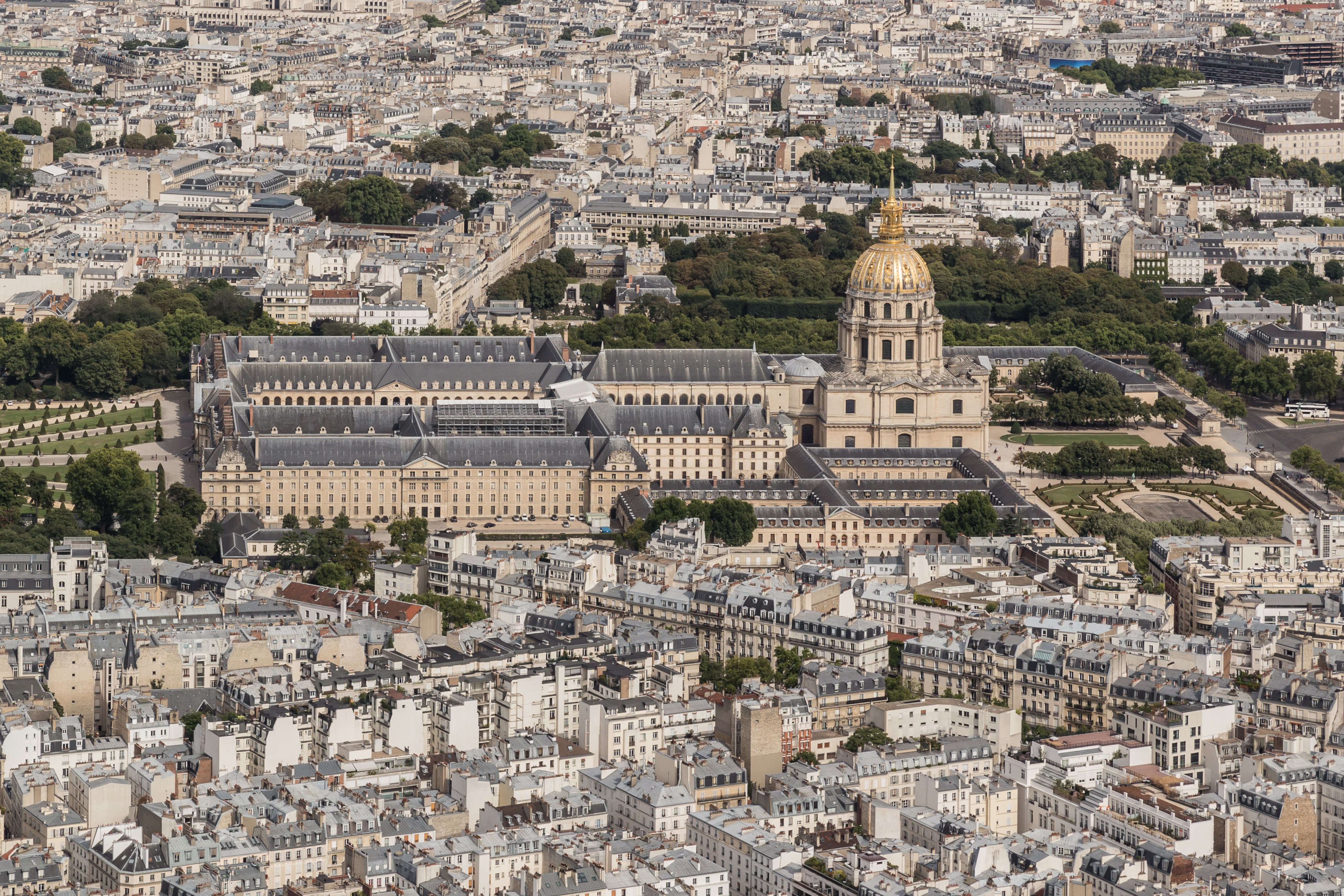

Hôtel des Invalides este un complex de clădiri în arondismentul 7 din Paris, Franța, care cuprinde muzee și monumente legate de istoria militară a Franței, precum și un spital și un azil pentru veteranii de război (acesta fiind scopul inițial al complexului). Complexul a fost denumit hôpital des invalides, de unde și numele actual. Unii dintre eroii Franței (inclusiv Napoleon Bonaparte) sunt înmormântați aici.
Les Invalides a fost construit la ordinul lui Ludovic al XIV-lea între anii 1670-1676. Ulterior au mai fost adăugate clădiri, printre care și Biserica Sfântul Ludovic.